# Armand Bolsène
Rodolphe Théophile Cahen d'Anvers, marquis de Torre Alfina[source insuffisante] dit Armand Bolsène, né à Paris le 15 novembre 1869 et mort à Genève le 23 juin 1955, est un compositeur français.

## Biographie
Armand Bolsène a notamment mis en musique des poèmes chinois de la dynastie Song traduits en français par George Soulié de Morant, dans un ouvrage publié en 1924.
Il a également mis en musique des poèmes d'Henri Cazalis (qu'il a écrits sous le pseudonyme Jean Lahor).
D'après la Commission française des archives juives (CFAJ), il aurait été spolié par les Allemands d'un recueil de partition pendant la Seconde Guerre mondiale.

## Œuvres
- circa 1903 : R. Torre Alfina, Sonate pour violon et piano. ca. 1903, 29 p.
- 1904 : R. Torre-Alfina et José-Maria de Heredia, Antoine et Cléopâtre, 1904[5].
- 1906 : R. Torre Alfina, Il sogno d'un tramonto d'autunno, 1906[6],[7].
- 1920 : Armand Bolsène et Jean Lahor, Le cantique des cantiques : drame lyrique en un prologue, quatre parties, et un épilogue, 1920, 217 p. (OCLC 54456196)
- 1920 : Armand Bolsène et Jules Méry, Les Charmettes, 1920[8].
- 1924 : Armand Bolsène (trad. George Soulié de Morant), Poèmes chinois de l'époque Song, pour chant et piano, Paris, Éditions Maurice Sénart, 1924, 34 p. (OCLC 844081452, lire en ligne)
- 1925 : Armand Bolsène, Croquis zoologiques, 1925[2].
- 1926 : Armand Bolsène, Psyché : Ballet, Paris, Éditions Maurice Sénart, 1926 (OCLC 810938303, lire en ligne) ([lire en ligne la partition manuscrite numérisée de 1920])
- 1927 : Armand Bolsène, Fantaisies gastronomiques, Paris, Éditions Maurice Sénart, 1927, 27 p. (OCLC 456717053, lire en ligne)
- 1930 : Armand Bolsène (trad. Émile Steinilber-Oberlin), Chansons des geishas, Paris, Éditions Maurice Sénart, 1930, 57 p. (OCLC 27688068, BNF 42862868)
- 1930 : Armand Bolsène, Rêveries sur l'eau, pour piano, Paris, Éditions Maurice Sénart, 1930, 217 p. (OCLC 844081456, BNF 42862874)
- sans date : Armand Bolsène, Frissons d'au-delà, 6 mélodies sur des poèmes de Ch. Baudelaire, Paris, Éditions E. Fromont, sans date, 43 p. (www.melodiefrancaise.com/)
- sans date : Armand Bolsène, Repasseur des coteaux, sans date[9].